# Каменка (Марксовский район)
Ка́менка — село в Марксовском районе Саратовской области. Входит в состав Осиновского муниципального образования.

## География
Расположено на плоском водоразделе рек Большой и Малый Караман в 23 км южнее Маркса и в 63 км от ж/д станции Саратов.

## Население
| 2002 | 2010  |
| ---- | ----- |
| 1015 | ↗1100 |

## История
Село основано в 1858 году, первоначальное название села Мауэр. Дома возводились деревянные шатровые, рядом разбивали сад и огород. Улицы были вымощены булыжником. Село состояло из трёх улиц, которые тянулись от фермы до канала. Всего было 300 дворов. Почти столько же и сейчас — 316.
Жители занимались животноводством и полеводством. В пустующие дома заселялись беженцы и эвакуированные. В годы Великой Отечественной войны в селе проживали карело- фины, поляки, итальянцы, греки. Из Ленинграда были привезены семьи блокадников.
В 50-е, 60-е годы село развивалось, осваивались целина. Началось строительство орошаемого канала.
Село стало застраиваться новыми домами, которые строили заключённые. В 1967 году был проложен водопровод, которым жители пользуются до сих пор. В 70- годы на территории села была расположена воинская часть. Солдаты так же продолжали помогать в строительстве села.
Указом Президиума Верховного Совета РСФСР «О переименовании некоторых сельских советов и населённых пунктов Саратовской области» от 2 июля 1942 года село Мауэр было переименовано в село Каменка. Очень много немцев приехало в 70 -е годы на родину предков. Занялись традиционным животноводством, овощеводством, картофелеводством и т. д.
Расцвет совхоза пришёлся на 80-е годы прошлого столетия. В 90-е годы начали уезжать из села немцы на историческую родину — в Германию. в связи с перестройкой остановилось развитие совхоза. Со
временем фермерские хозяйства прекратили своё существования по разным причинам. В 1976 году в селе была построена двухэтажная средняя школа. Все учителя принимали участие в отделке классов и подготовке школы к открытию.
В селе имеется: средняя школа, детский сад, продуктовые магазины, бар, дом культуры, ФАП.